# Michel Hiblot
Michel Hiblot (ur. 19 kwietnia 1943 w Ézanville) – francuski lekkoatleta, sprinter, olimpijczyk.
Specjalizował się w biegu na 400 metrów. Zwyciężył w tej konkurencji oraz w sztafecie 4 × 400 metrów (w składzie: Jean-Claude Leriche, Eddy Van Praagh, Hiblot i Jean-Pierre Boccardo) na igrzyskach śródziemnomorskich w 1963 w Neapolu. Na igrzyskach olimpijskich w 1964 w Tokio francuska sztafeta 4 × 400 metrów w składzie: Hiblot, Bernard Martin, Germain Nelzy i Boccardo zajęła w finale 8. miejsce.
Hiblot był brązowym medalistą mistrzostw Francji w biegu na 400 metrów w 1963.
Dwukrotnie poprawiał rekord Francji w sztafecie 4 × 400 metrów doprowadzając go do wyniku 3:07,3 (19 lipca 1964 w Annecy). Jego rekord życiowy w biegu na 400 metrów wynosił 47,23 s (ustanowiony w 1965).